# Harvey Weinstein
Harvey Weinstein, född 19 mars 1952 i Flushing i Queens i New York, är en amerikansk före detta filmproducent och dömd sexualförbrytare. Tillsammans med sin bror Bob Weinstein grundade han produktionsbolagen Miramax Films och The Weinstein Company. Weinstein och brodern har varit exekutiv producent i ett flertal framgångsrika filmer, bl.a. Scream-serien, Quentin Tarantinos filmer, Den engelske patienten, Chicago, The Aviator, The Fighter, The King's Speech och The Artist. Weinstein var även en av producenterna som tog emot Oscarvinsten för bästa film för Shakespeare in Love (1998). Han Oscarnominerades en andra gång för bästa film för Gangs of New York (2002).

## Anklagelser om sexuella trakasserier
Skådespelarna Gwyneth Paltrow, Angelina Jolie, Rosanna Arquette, Rose McGowan och Lysette Anthony är några av de kvinnor som har blivit sexuellt trakasserade och utsatta för olika övergrepp av filmproducenten. Den 14 oktober 2017 uteslöts Weinstein ur Amerikanska filmakademien efter ett antal anklagelser om våldtäkt och sexuella trakasserier av kvinnor. Weinstein själv nekar till brott. Kvinnornas vittnesmål blev starten till #metoo-kampanjen, som syftade till att uppmärksamma hur omfattande sexuella trakasserier är mot kvinnor.
Den 24 februari 2020 dömdes Weinstein i New York mot sitt nekande för våldtäkt och sexuellt ofredande. Weinstein dömdes inte för alla brott han anklagats för och undgick därför en livstidsdom. Straffet fastställdes sedan till 23 års fängelse. År 2022 dömdes han till 16 års fängelse av Kalifornien för sexualbrott begångna i Los Angeles. Efter ett rättegångsfel i New York; kvinnor som inte var en del av målet tilläts vittna, beslutades 2024 att rättegången i New York ska tas om. På grund av domen i Los Angeles blir han kvar i fängelset.
Den 12 september 2024 åtalade en åtalsjury i New York Weinstein på nya anklagelser, vilket tillkännagavs av åklagare från Manhattans distriktsåklagare. Den 18 september 2024 ställdes Weinstein inför rätta i New York för detta nya åtal, där han erkände sig oskyldig till ett fall av sexuellt brott i första graden. Åklagaren begärde att de nya anklagelserna skulle sammanföras till en ny rättegång mot Weinstein istället för att ha två separata rättegångar i New York. Den ordförande domaren biföll åklagarens yrkande om sammanslagning den 23 oktober.